# بردة بوك (بوالحسن)
بردة بوك (بالفارسية: برده بوک) هي قرية تقع في إيران في قسم بوالحسن الريفي. يقدر عدد سكانها بـ 111 نسمة بحسب إحصاء 2016.